# The Distance
«La Distancia» —título original en inglés: «The Distance»— es el decimoprimer episodio de la quinta temporada del horror posapocalíptica serie de televisión The Walking Dead, La cadena AMC lo emitió en los Estados Unidos el 22 de febrero de 2015, la cadena FOX hizo lo propio en España e Hispanoamérica el día 23 del mismo mes, respectivamente, este episodio fue escrito por Seith Hoffman y dirigido por Larysa Kondrack. 
El episodio se centra en la presentación del grupo a Aaron, quien promete que el grupo sería una valiosa adición a su comunidad, aunque su perspectiva alentadora y optimista convence al grupo de que él es una amenaza. Michonne lucha por un  refugio seguro y cree en la oportunidad que ofrece la comunidad de Aaron. El grupo toma una ruta diferente de la esperada para las precauciones de seguridad, lo que a su vez causa múltiples amenazas peligrosas a lo largo de su viaje.
En general, el episodio fue aclamado por la crítica, con muchos aspectos de elogio, como la acción y el sentido de urgencia, así como el cambio de tono en comparación con episodios anteriores que demostraban esperanza para los personajes y movían la historia en una nueva dirección.

## Argumento
Maggie (Lauren Cohan) y Sasha (Sonequa Martin-Green) regresan al establo con Aaron (Ross Marquand) y lo presentan ante Rick (Andrew Lincoln) y el grupo. Aaron les dice que él es parte de una comunidad muy grande, rodeado de paredes de acero reforzado que proporcionan protección contra intrusos y los "errantes" y que él ha estado observando al grupo de Rick porque cree que harían adiciones de confianza para su comunidad. Sin embargo Rick no confía en Aarón y lo golpea hasta dejarlo inconsciente antes de atarlo a una columna de madera. Aaron revela que su grupo está alrededor de ellos, Rick comienza a indagar sus cosas y en una de ellas encuentra una pistola de bengalas, lo que significa que hay otros cerca, Aaron regresa en si y este le revela a Rick que tiene un compañero oculto a cierta distancia del grupo. Él le proporciona a Rick las direcciones de dos vehículos que lo esperan, Rick decide transportar a su grupo a la comunidad. Rick pone a prueba la afirmación de Aaron enviando a Glenn (Steven Yeun), Maggie, Michonne (Danai Gurira), Abraham (Michael Cudlitz) y Rosita (Christian Serratos) para ver si sus vehículos se encuentran de hecho allí mientras el resto del grupo toma posiciones alrededor de la granja, por si acaso Aaron está planeando un ataque. Los vehículos- un coche y un RV- se encuentran, cabe notar que Aaron estaba diciendo la verdad.
Cuando el grupo se vuelve a reunir, Aaron dice que va a llevarlos a la comunidad a la mañana del día siguiente. Aaron se niega a revelar la ubicación exacta del campo, diciendo que él no está dispuesto a apostar la vida de sus amigos por el momento. En cambio, Aaron dice que tomen la autopista 16 y que va a proporcionar más direcciones a lo largo del camino. Rick, sin embargo, decide viajar a través de la carretera 23, pese a que va a rumbo oscuro ya que es de noche. Aaron protesta, diciendo que su pueblo aún no han limpiado ese camino pero Rick es inflexible. Michonne le cuestiona a Rick realmente si tiene la intención de unirse al campamento. Rick responde que va a tomar una decisión cuando este fuera de las murallas.
Rick, Michonne, Glenn, y Aarón toman la iniciativa en el coche, mientras que el resto del grupo sigue a corta distancia en la RV. En el camino, descubren dispositivos de escucha en el coche, lo que indica que las personas de Aarón han estado espiando al grupo de Rick durante algún tiempo y que ya pueden ser conscientes de su plan para acercarse a la comunidad. De repente, el coche está rodeado por los caminantes y se separan de la RV. Cuando una bengala roja estaba manchado subiendo hacia el cielo nocturno, Aaron se angustia y huye hacia el bosque, durante el camino el auto en donde estaban Rick, Aaron y Glenn son interrumpidos por una manada de caminantes. Aaron estaba atado y a punto de morir, pero es salvado por Glenn mientras tanto Rick estaba lidiando contra una manada de caminantes pero afortunadamente es salvado por Glenn y Aaron. Juntos. Sin embargo Rick aparece Michonne. Los cuatro se reúnen con el grupo RV, que han rescatado a la pareja y el novio de Aaron, Eric (Jordan Woods-Robinson).
Aliviado que el grupo de Rick esta a salvo, Eric y Aaron le revelan que la comunidad se encuentra en Alexandria, Virginia. Después de acampar para pasar la noche, el grupo sale a la carretera por la mañana. Durante una pausa, Rick se escapa al bosque para ocultar un arma. Se detiene en las paredes de la comunidad, Rick oye el sonido de los niños jugando. Al darse cuenta de que Aaron estaba diciendo la verdad y la comunidad está a salvo, el grupo sale de los vehículos y los jefes de las puertas.

## Audiencia
Tras la transmisión, el episodio fue visto por 13.44 millones de televidentes estadounidenses con una calificación de 6.9, 18-49, un aumento en la audiencia del episodio anterior que tuvo 12.27 millones de espectadores y una calificación de 18-49 de 6.2. En Nueva Zelanda, el episodio fue visto por 150,020 espectadores. La emisión australiana fue la más vista en televisión paga ese día, con 85,000 espectadores. La transmisión en el Reino Unido fue la segunda más vista en la red ese mes, con 1,13 millones de espectadores.